# 1841 في إيطاليا
فيما يلي قوائم الأحداث التي وقعت خلال عام 1841 في إيطاليا.

## ظهور
- 1 يناير – نبوكو

## مواليد

### فبراير
- 11 فبراير – أدولفو فرساري مصور إيطالي.

### مارس
- 1 مارس – لويجي لوتساتي

### مايو
- 14 مايو – تشيلستينو سكيابارلي

## وفيات

### يناير
- 28 يناير – نيكولو كاكياتوري (مواليد 1770) عالم فلك إيطالي.